# André Barbier (peintre)
Pour les articles homonymes, voir André Barbier et Barbier.
André Georges Barbier, né à Arras le 23 janvier 1883 et mort à Boulogne-Billancourt le 2 décembre 1970, est un peintre français.

## Biographie
Peintre impressionniste, il expose dès 1903 au Salon des indépendants et se fait remarquer en 1926 à la Rétrospective des artistes indépendants les toiles Le pont Louis-Philippe, Le port de la Rochelle, Matin de neige, Vue de ma fenêtre, en hiver et Etudes de fleurs puis au Salon d'automne (1929), Au Jardin et Massifs de fleurs. 
Ami de Gustave Geffroy, de Claude Monet à partir de 1916 et de Claude Debussy, il prend part au Salon d'automne de 1909 à 1938, au Salon des Tuileries de 1924 à 1931.